# Récicourt
Récicourt ist eine französische Gemeinde mit 150 Einwohnern (Stand: 1. Januar 2022) im Département Meuse in der Region Grand Est (vor 2016: Lothringen). Sie gehört zum Arrondissement Verdun, zum Kanton Clermont-en-Argonne und zum Gemeindeverband Argonne-Meuse.

## Geographie
Récicourt liegt etwa 28 Kilometer westlich von Verdun am Flüsschen Vadelaincourt, einem Zufluss der Cousances.
Umgeben wird Récicourt von den Nachbargemeinden Montzéville im Norden und Nordosten, Béthelainville im Nordosten, Dombasle-en-Argonne im Osten, Brabant-en-Argonne im Süden, Clermont-en-Argonne im Südwesten und Westen sowie Aubréville im Westen und Nordwesten.

## Bevölkerungsentwicklung
| Jahr                       | 1962 | 1968 | 1975 | 1982 | 1990 | 1999 | 2006 | 2011 | 2019 |
| Einwohner                  | 211  | 174  | 292  | 279  | 279  | 305  | 156  | 173  | 161  |
| Quellen: Cassini und INSEE |      |      |      |      |      |      |      |      |      |

## Sehenswürdigkeiten
- Kirche Saint-Vincent aus dem 14. Jahrhundert

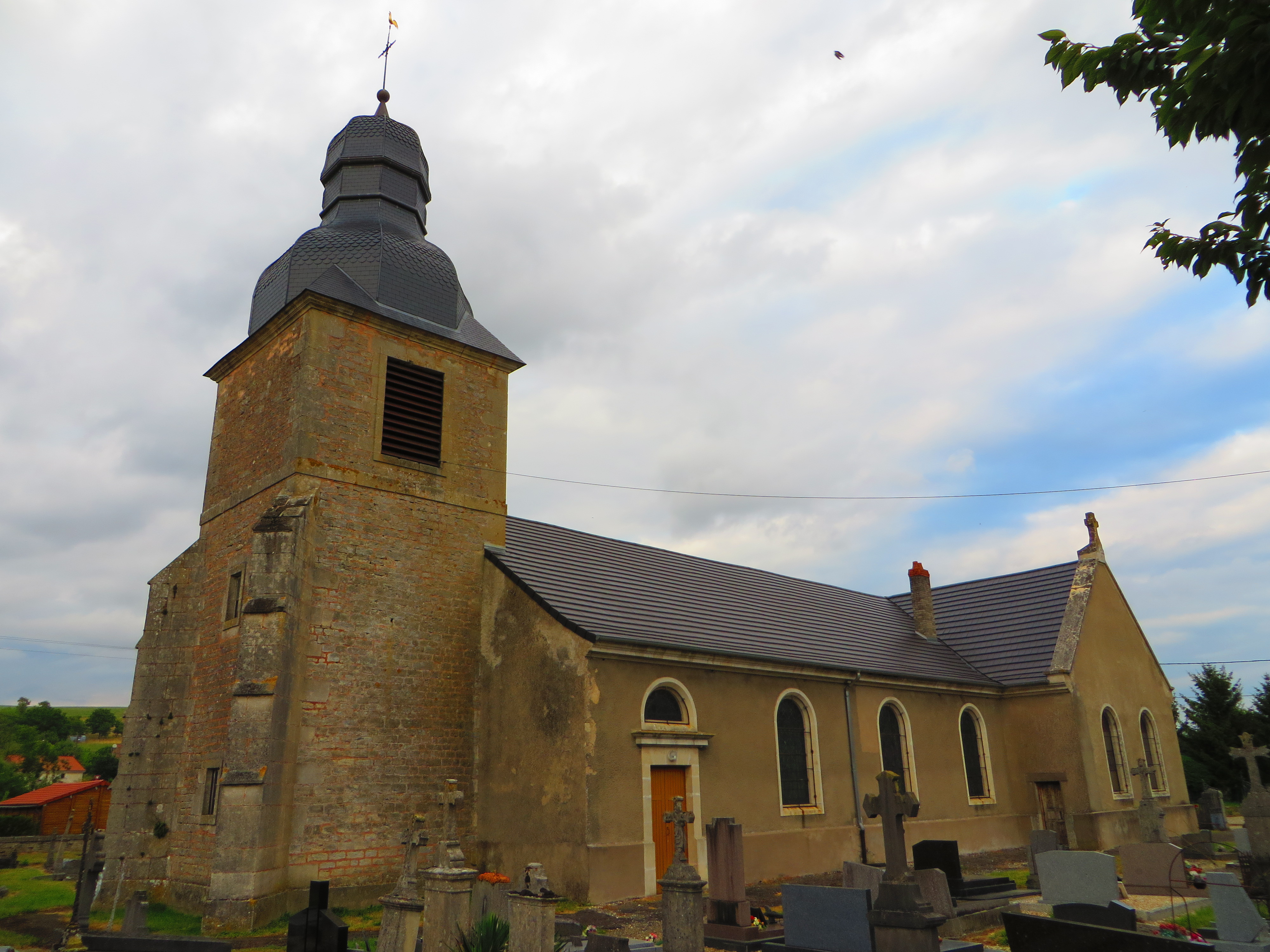
Kirche Saint-Vincent

- Schloss aus dem 17. Jahrhundert